# Arrecife brillante
Arrecife brillante es una novela de ciencia ficción de 1995 de David Brin y el cuarto libro de la sextalogia del universo de La elevación de los pupilos. Fue nominado a los premios Hugo y Locus en 1996.

## Traducciones
- Francés: "Rédemption" ("Redemption"), 1997.
- Alemán: "Die Botschaft der Delphine" ("The Message of the Dolphins"), 2001.
- Polaco: "Rafa jasności" ("The Reef of Brightness"), 1997.
- Ruso: "Риф яркости" ("The Reef of Brightness"), 2003.
- Serbio: "Блистави спруд" ("Brightness Reef"), 1997.
- Español: "Arrecife Brillante" ("Bright Reef"), 1998.